# Paradox (hudební skupina)
Paradox je plzeňská hudební skupina. Hraje ve složení Tonda Vainar (zpěv), Miloň Šterner (kytara), Jakub „Cubajz“ Kašák (bicí), Miloň „Blecha“ Šterner (kytara) a Roman „Rom“ Velinov (basa).

## Historie
V roce 1990 se dala dohromady plzeňská rocková kapela Paradox, která v únoru 1991 poprvé vystoupila, a to v Železném Újezdě. Skupina si ihned díky svému melodickému rocku a speedmetalovému stylu získala své posluchače a s úspěchem začala koncertovat nejen po západních Čechách, ale i po celé republice. Jejich demosnímky získaly úspěch i v hitparádách západočeských rádií.
Skupina hrála ve složení:
- Radek Kroc – kytara (Ferat, Excalibur)
- Martin Nový – kytara (Sifon, Expander)
- Milan Gavora – bicí (Barbus, Band, Zeus)
- Míra Novák – baskytara (Patriot, Xantipa)
- Tonda Vainar – zpěv (Mirage)

V roce 1992 došlo k odchodu kytaristy Martina Nového, jehož vystřídal Pavel Mouřenec, který přišel ze skupiny Sarah. V té době skupina vystupovala na všech tehdy známých hudebních festivalech, koncertovala po celé republice. Jenže v roce 1993 došlo k další změně a skupinu opustil zmíněný Pavel Mouřenec a baskytarista Míra Novák. Do kapely přišel baskytarista Roman Velinov (Ferat) a Miloň Šterner (Arakain, Morrior). Rozjetou kapelu zbrzdila autohavárie bubeníka Milana Gavory a na jeho post přišel Radek Sladký (dnes Törr). Kapela změnila sound, koncertovala s předními rockovými soubory (Arakain, Kabát atd.) a připravovala se na nahrávání svého prvního alba. To díky nedostatku peněz ale nevyšlo. Kapelu v roce 1996 opustil zpěvák Tonda Vainar a přišel Petr Kolář (Arakain). Ten po dvou letech odešel a nastoupil Libor Novák z Českých Budějovic. V roce 1998 kapela oznámila konec působnosti. Ale v roce 2000 dal Miloň Šterner spolu s Tondou Vainarem a Milanem Gavorou znovu dohromady Paradox a snažil se nalézt nové muzikanty. To se ovšem nedařilo a v kapele se během roku vystřídali kytaristi Jirka Rádl a Venca Košař (Brutus).
Až na přelomu let 2001–2002 se kapela ustálila v sestavě:
- Tonda Vainar – zpěv
- Miloň Šterner – kytara
- Milan Gavora – bicí
- Standa Marhoun – kytara (MacBeth, Tanit)
- Franta Rendl – baskytara (Tanit, Doomsters)

V roce 2005 přišel do kapely bubeník Milan Bošek. V této sestavě kapela fungovala až do roku 2011, kdy ke konci roku vystřídal Standu Marhouna kytarista Tomáš Krauz (Tanit, Jabkowitz, Láďa Křížek). Kapela získala nový sound a soustředila se na točení nového CD, které vyšlo až v létě 2014 pod názvem Tak se dívej.
V období mezi lety 2014–2015 se na pozici bubeníka na živé hraní začal s Milanem střídat Kuba Kašák a koncem roku se stal plnohodnotným členem kapely. Zároveň v té době vystřídal Frantu na pozici baskytaristy Roman Velinov a po letech se tak do kapely vrátil. V roce 2016 došlo ke změně na postu kytaristy, Tomáše vystřídal Miloň Šterner ml. (Neurotic Machinery, nejstarší syn Miloně Šternera). V roce 2018 kapela vydala nový singl s názvem „Jenom s Tebou“.